# Joseph Placide Alexandre Léorier
Joseph Placide Alexandre Léorier, né le 30 juillet 1772 à Châlette-sur-Loing (Loiret), mort le 19 décembre 1834 à Paris, 3, galerie Colbert, est un général de brigade de la Révolution et de l’Empire et un agronome. Il est fils de Pierre Alexandre Léorier de L'Isle, directeur et propriétaire des manufactures de papier de Buges, à Corquilleroy, et de Langlée, à Chalette-sur-Loing.

## États de service
Il sert d'abord dans la garde nationale, puis, le 14 septembre 1792, se porte volontaire dans le 3e bataillon de volontaires du Loiret. Il est élu lieutenant le 14 septembre suivant, et lieutenant-colonel commandant du bataillon le 21 octobre 1792. De 1792 à 1794, il sert à l’armée des Ardennes, et il est promu général de brigade à titre provisoire le 26 novembre 1793, par les représentants du peuple Hentz et Bar, promotion confirmée le 27 janvier 1794 ; il devient ainsi, à 21 ans et 6 mois, le plus jeune général de la Révolution et de l'Empire hors Louis-Philippe d'Orléans, futur roi des Français (nommé lieutenant-général le 11 septembre 1792, à 18 ans et 11 mois) mais le 11 mars suivant, il refuse ce grade et est replacé dans son bataillon. Il est promu, à l'amalgame, chef de la 1re demi-brigade d’infanterie de bataille le 26 avril 1794.
Il quitte le service le 24 décembre 1795, pour aider son père dans la fabrique de papier d’assignats de Buges. Il est aussi directeur des contributions indirectes à Tonnerre, membre de la société d’agriculture de l’arrondissement de Tonnerre et correspondant de la société royale et centrale d’agriculture de Paris.

## Sources
- (en) « Generals Who Served in the French Army during the Period 1789 - 1814: Lemarie to Lynch »
- (pl) « Napoléon.org.pl »
- Joseph Marie Quérard, La France littéraire, ou Dictionnaire bibliographique des savants, Tome 5, Firmin Didot Libraires, 1833, p. 179.
- Georges Six, Dictionnaire biographique des généraux & amiraux français de la Révolution et de l'Empire (1792-1814), Paris, Librairie G. Saffroy, 1934, 2 vol., p. 107.